# Club Deportivo Villa San Antonio
El Club Deportivo Villa San Antonio es una institución deportiva de la ciudad de Salta,   Argentina. Fue fundado el 17 de agosto de 1950, y representa al barrio de "Villa San Antonio".
Su disciplina más destacada es el fútbol masculino profesional, disputando en varias ocasiones el Torneo Regional Federal Amateur. A nivel local, pertenece a la Liga Salteña de Fútbol, obteniendo el título de campeón en cuatro ocasiones.
Es bicampeón de Copa Salta, torneo que enfrenta en formato de eliminación directa a los mejores equipos de la Provincia de Salta, siendo con Deportivo La Merced; los máximos ganadores de dicho certamen. A su vez, es bicampeón de Copa Norte, venciendo a los jujeños de Talleres y La Mona 44.
Al no poseer estadio propio, suele hacer de local en el Estadio Padre Ernesto Martearena de capacidad para 23.408 espectadores. También utiliza el Estadio de la Liga Salteña de Fútbol.
En el club también se practican otros deportes como futsal, hockey, y boxeo. Anteriormente, también se practicaron bochas y basquetbol.

## Historia
El club nació en 1950 tras la decisión de Juan Barrios y Constantino Valdiviezo, vecinos que quisieron armar una entidad social para darle un poco de "movimiento" a la barriada. El nombre del club hace clara referencia al barrio, y nació debido a que la recién creada "Villa San Antonio" se encontraba asentada en una finca con el mismo nombre. Recordemos que por aquellos años, Salta era una ciudad más pequeña, y superar unas cuadras la plaza principal hacia algún punto cardinal; conllevaba a casillas pequeñas, y barrios poco poblados. 
En sus inicios fue un club de bochas y básquet, sin mucha relevancia en cuanto a lo deportivo. Posteriormente, en 1953 surge el fútbol como principal disciplina de importancia. La institución participó en los torneos amateurs de la denominada “Asociación de Fomento”, vistiéndose con camisetas blancas como uniforme titular. También utilizó el color amarillo, y otras camisetas de color “ladrillo", como uniformes alternativos.
En 1955 se decide afiliar a la institución en la Liga Salteña de Futbol, motivo por el cual se tramita la personaría jurídica. Juan Barrios, presidente fundador del club, y quien era fanático de San Lorenzo de Almagro; dona camisetas con colores azulgranas, y previo al debut en la liga, realiza un pedido formal para cambiar oficialmente los colores de la institución.
En 1973 el club logra ascender a la Primera División de la Liga Salteña, por primera vez en su historia.
Línea de Tiempo
- 1950: Se funda la institución.
- 1953: Se crea la disciplina de fútbol.
- 1953-1955: Participa en los torneos barriales de la denominada "Asociación de Fomento".
- 1955: Se tramita personaría jurídica, y se afilia a la Liga Salteña de Fútbol. Se cambian los colores oficiales del club.
- 1973: El equipo logra ascender a la Primera División del fútbol salteño.
- 2007: El equipo se consagra campeón de la Liga Salteña, por primera vez en su historia.
- 2008: El club debuta oficialmente en torneos de AFA-Concejo Federal, al disputar el Torneo del Interior. Sorpresivamente, llega a semifinales, al caer derrotado con Atlético Concepción de la Banda del Río Sali.
- 2018: El equipo se consagra campeón del Torneo Federal C, al vencer a Deportivo Marapá de Tucumán en la gran final.
- 2019: Se comienza a disputar la Copa Salta, y San Antonio es el primer campeón provincial.

## Participación en competiciones nacionales
En 2007 logra ser campeón de la Liga Salteña de Fútbol por primera vez en su historia; título que repetiría en 2009, 2013, y 2019.  A nivel Regional, se deben destacar sus consagraciones en la Copa Salta, y Norte.
Es habitual participante de los torneos federales del Consejo Federal, logrando clasificar en cada edición desde el 2008, a excepción del año 2011.
En 2008, sorprende al medio futbolístico llegando a las semifinales del antiguo Torneo Argentino C, siendo esta su primera participación en un torneo de carácter federal. En dicha edición cae, ante el posteriormente ascendido, Atlético Concepción.
En 2018, logra consagrarse campeón del Torneo Federal C, venciendo en la final a los tucumanos de Deportivo Marapa por 3 a 2 en el resultado global. Sin embargo, la eliminación del Torneo Federal B por parte de AFA ante la reestructuración de los torneos de ascenso, obliga al club a permanecer en un torneo de la misma envergadura, participando en el recién creado Torneo Regional Federal Amateur.

PARTICIPACION EN TORNEOS NACIONALES:
- Torneo Argentino C 2008 (5ª división)
- Torneo Argentino C 2009 (5ª división)
- Torneo Argentino C 2010 (5ª división)
- Torneo Argentino C 2012 (5ª división)
- Torneo Argentino C 2013 (5ª división)
- Torneo Argentino C 2014 (5ª división)
- Torneo Federal C 2015   (5ª división)
- Torneo Federal C 2016   (5ª división)
- Torneo Federal C 2017   (5ª división)
- Torneo Federal C 2018   (5ª división)
- Regional Amateur 2019   (4ª división)
- Regional Amateur 2020   (4ª división)
- Transición 2020-21   (4ª división)
- Regional Amateur 2021-22   (4ª división)
- Regional Amateur 2022-23   (4ª división)
- Regional Amateur 2023-24   (4ª división)
- Regional Amateur 2024-25   (4ª división)

| \| \| Club \| Provincia \| Ciudad \| PJ \| PG \| PE \| PP \| GF \| GC \| Dif PJ \| Liga de origen \| \| \| ---------------------------------------------------------------------------- \| ------------ \| ---------------------- \| --- \| ----- \| ----- \| ----- \| ----- \| ----- \| ------------ \| --------------------------------- \| \| \| 135 Viviendas \| Salta \| General Güemes \| 2 \| 2 \| 0 \| 0 \| 7 \| 2 \| +2 \| Liga Güemense de Fútbol \| \| \| Altos Hornos Zapla \| Jujuy \| Palpalá \| 2 \| 0 \| 1 \| 1 \| 1 \| 2 \| -1 \| Liga Jujeña de Fútbol \| \| \| Amalia \| Tucumán \| S.M. de Tucumán \| 2 \| 0 \| 1 \| 1 \| 2 \| 3 \| -1 \| Liga Tucumana de Fútbol \| \| \| Atlético Chicoana (Se desconocen datos de 2 partidos - TDI '08) \| Salta \| Chicoana \| 6 \| 2 +? \| 1 +? \| 1 +? \| 5 +? \| 3 +? \| (de -1 a +3) \| Liga de Fútbol del Valle de Lerma \| \| \| Atlético Concepción \| Tucumán \| Banda del Río Salí \| 2 \| 0 \| 1 \| 1 \| 1 \| 3 \| -1 \| Liga Tucumana de Fútbol \| \| \| Belgrano (Rosario de la Frontera) \| Salta \| Rosario de la Frontera \| 2 \| 2 \| 0 \| 0 \| 5 \| 1 \| +1 \| Liga de Fútbol de R.d.F. \| \| \| Bella Vista \| Tucumán \| Bella Vista \| 2 \| 0 \| 1 \| 1 \| 1 \| 3 \| -1 \| Liga Tucumana de Fútbol \| \| \| Camioneros Argentinos del Norte \| Salta \| Salta \| 2 \| 0 \| 1 \| 1 \| 3 \| 6 \| -1 \| Liga Salteña de Fútbol \| \| \| Cachorros \| Salta \| Salta \| 4 \| 2 \| 2 \| 0 \| 9 \| 4 \| +2 \| Liga Salteña de Fútbol \| \| \| Central Norte \| Salta \| Salta \| 2 \| 0 \| 2 \| 0 \| 1 \| 1 \| 0 \| Liga Salteña de Fútbol \| \| \| Deportivo El Chañi (+) \| Jujuy \| S.S. de Jujuy \| 2 \| 0 \| 1 \| 1 \| 1 \| 2 \| -1 \| Liga Jujeña de Fútbol \| \| \| Deportivo Estrella (Se desconocen datos de 2 partidos - TDI '09) \| Chaco \| Taco Pozo \| 2 \| 0 + ? \| 0 + ? \| 0 + ? \| 0 + ? \| 0 + ? \| (de -2 a +2) \| Liga Anteña de Fútbol \| \| \| Deportivo La Merced \| Salta \| La Merced \| 10 \| 3 \| 7 \| 0 \| 8 \| 3 \| +3 \| Liga de Fútbol del Valle de Lerma \| \| \| Deportivo Marapa \| Tucumán \| Juan Bautista Alberdi \| 2 \| 1 \| 0 \| 1 \| 3 \| 2 \| 0 \| Liga Tucumana de Fútbol \| \| \| Deportivo Y.P.F. \| Salta \| Joaquín V. González \| 2 \| 0 \| 2 \| 0 \| 0 \| 0 \| 0 \| Liga Anteña de Fútbol \| \| \| Gimnasia y Tiro \| Salta \| Ciudad de Salta \| 4 \| 1 \| 1 \| 2 \| 7 \| 9 \| -1 \| Liga Salteña de Fútbol \| \| \| Güemes (Rosario de la Frontera) (Se desconocen datos de 2 partidos - TDI'09) \| Salta \| Rosario de la Frontera \| 8 \| 0 +? \| 2 +? \| 4 +? \| 5 +? \| 12 +? \| (de -6 a -2) \| Liga de Fútbol de R.d.F. \| \| \| Instituto Trafico (Se desconocen datos de 2 partidos - TDI '09) \| Salta \| S.J. de Metán \| 2 \| 0 + ? \| 0 + ? \| 0 + ? \| 0 + ? \| 0 + ? \| (de -2 a +2) \| Liga Metanense de Fútbol \| \| \| Juventud Antoniana \| Salta \| Ciudad de Salta \| 5 \| 1 \| 0 \| 4 \| 5 \| 15 \| -4 \| Liga Salteña de Fútbol \| \| \| Juventud Unida (Rosario de Lerma) \| Salta \| Rosario de Lerma \| 6 \| 3 \| 2 \| 1 \| 7 \| 5 \| +2 \| Liga de Fútbol del Valle de Lerma \| \| \| Juventud Unida (Trancas) \| Tucumán \| Trancas \| 2 \| 2 \| 0 \| 0 \| 3 \| 1 \| +2 \| Liga de Fútbol de R.d.F. \| \| \| Libertad (Campo Santo) \| Salta \| Campo Santo \| 2 \| 2 \| 0 \| 0 \| 4 \| 1 \| +2 \| Liga Salteña de Fútbol \| \| \| Massalin y Celasco \| Salta \| Rosario de Lerma \| 2 \| 1 \| 0 \| 1 \| 2 \| 3 \| 0 \| Liga de Fútbol del Valle de Lerma \| \| \| Mitre \| Salta \| Ciudad de Salta \| 4 \| 3 \| 0 \| 1 \| 10 \| 4 \| +2 \| Liga Salteña de Fútbol \| \| \| Monterrico San Vicente \| Jujuy \| Monterrico \| 2 \| 2 \| 0 \| 0 \| 5 \| 1 \| +2 \| Liga Departamental \| \| \| Normal Rosarino \| Salta \| Rosario de la Frontera \| 2 \| 2 \| 0 \| 0 \| 6 \| 2 \| +2 \| Liga de Fútbol de R.d.F. \| \| \| Olimpia Oriental \| Salta \| Rosario de Lerma \| 4 \| 0 \| 3 \| 1 \| 7 \| 8 \| -1 \| Liga de Fútbol del Valle de Lerma \| \| \| Pellegrini \| Salta \| Salta \| 2 \| 0 \| 2 \| 0 \| 5 \| 5 \| 0 \| Liga Salteña de Fútbol \| \| \| Peñarol \| Salta \| Salta \| 6 \| 2 \| 3 \| 1 \| 10 \| 8 \| +1 \| Liga Salteña de Fútbol \| \| \| Redes de la Patria \| Salta \| El Bordo \| 4 \| 1 \| 2 \| 1 \| 5 \| 4 \| 0 \| Liga Güemense de Fútbol \| \| \| Río Grande \| Jujuy \| La Mendieta \| 2 \| 1 \| 0 \| 1 \| 3 \| 3 \| 0 \| Liga del Ramal \| \| \| San Antonio \| Salta \| Campo Santo \| 2 \| 0 \| 1 \| 1 \| 3 \| 4 \| -1 \| Liga Güemense de Fútbol \| \| \| San Bernardo \| Salta \| Coronel Moldes \| 2 \| 1 \| 1 \| 0 \| 3 \| 1 \| +1 \| Liga de Fútbol del Valle de Lerma \| \| \| San Cayetano \| Salta \| S.J. de Metán \| 2 \| 1 \| 0 \| 1 \| 4 \| 4 \| 0 \| Liga Metanense de Fútbol \| \| \| San Isidro (Se desconocen datos de 2 partidos - TDI'08) \| Salta \| Cafayate \| 2 \| 0 + ? \| 0 + ? \| 0 + ? \| 0 + ? \| 0 + ? \| (de -2 a +2) \| Liga Calcahaquí de Fútbol \| \| \| San Luis \| Salta \| Luis Burela \| 2 \| 2 \| 0 \| 0 \| 9 \| 1 \| +2 \| Liga Anteña de Fútbol \| \| \| San Martín \| Salta \| Salta \| 2 \| 0 \| 1 \| 1 \| 0 \| 1 \| -1 \| Liga Salteña de Fútbol \| \| \| Sanidad (+) \| Salta \| Salta \| 2 \| 0 \| 1 \| 1 \| 1 \| 3 \| -1 \| Liga Salteña de Fútbol \| \| \| Sportivo El Carril (Se desconocen datos de 2 partidos - TDI '08) \| Salta \| El Carril \| 6 \| 2 +? \| 1 +? \| 1 +? \| 6 +? \| 4 +? \| (de -1 a +3) \| Liga de Fútbol del Valle de Lerma \| \| \| Sportivo Rivadavia \| Jujuy \| El Carmen \| 4 \| 2 \| 2 \| 0 \| 7 \| 3 \| +1 \| Liga Departamental (El Carmen) \| \| \| Talleres \| Salta \| S.J. de Metán \| 4 \| 0 \| 2 \| 2 \| 3 \| 6 \| -2 \| Liga Metanense de Fútbol \| \| \| Unión \| Salta \| Salta \| 4 \| 3 \| 1 \| 0 \| 9 \| 2 \| +2 \| Liga Salteña de Fútbol \| \| \| Unión Güemes \| Salta \| General Güemes \| 2 \| 1 \| 1 \| 0 \| 4 \| 1 \| +1 \| Liga Güemense de Fútbol \| \| \| Villa Beba \| Salta \| Rosario de la Frontera \| 2 \| 1 \| 1 \| 0 \| 7 \| 2 \| +1 \| Liga de Fútbol de R.d.F. \| \| \| Villa Primavera \| Salta \| Salta \| 4 \| 3 \| 1 \| 0 \| 10 \| 4 \| +2 \| Liga Salteña de Fútbol \| \| \| TOTAL \| 4 Provincias \| 25 Ciudades \| 141 \| 55 \| 51 \| 35 \| 190 \| 157 \| +20 \| 11 Ligas \| Contiene datos de Torneo Argentino C, y Torneo Regional Federal Amateur. Con (+) se representan a clubes desaparecidos en la actualidad, o sin actividad en futbol. Se desconocen datos de 8 PJ (TDI '08 y '09). Actualizado hasta el 17 de noviembre de 2024: San Cayetano 2 - 1 San Antonio |                                                                              |              |                        |     |       |       |       |       |       |              |                                   |
| | Club                                                                         | Provincia    | Ciudad                 | PJ  | PG    | PE    | PP    | GF    | GC    | Dif PJ       | Liga de origen                    |
| | 135 Viviendas                                                                | Salta        | General Güemes         | 2   | 2     | 0     | 0     | 7     | 2     | +2           | Liga Güemense de Fútbol           |
| | Altos Hornos Zapla                                                           | Jujuy        | Palpalá                | 2   | 0     | 1     | 1     | 1     | 2     | -1           | Liga Jujeña de Fútbol             |
| | Amalia                                                                       | Tucumán      | S.M. de Tucumán        | 2   | 0     | 1     | 1     | 2     | 3     | -1           | Liga Tucumana de Fútbol           |
| | Atlético Chicoana (Se desconocen datos de 2 partidos - TDI '08)              | Salta        | Chicoana               | 6   | 2 +?  | 1 +?  | 1 +?  | 5 +?  | 3 +?  | (de -1 a +3) | Liga de Fútbol del Valle de Lerma |
| | Atlético Concepción                                                          | Tucumán      | Banda del Río Salí     | 2   | 0     | 1     | 1     | 1     | 3     | -1           | Liga Tucumana de Fútbol           |
| | Belgrano (Rosario de la Frontera)                                            | Salta        | Rosario de la Frontera | 2   | 2     | 0     | 0     | 5     | 1     | +1           | Liga de Fútbol de R.d.F.          |
| | Bella Vista                                                                  | Tucumán      | Bella Vista            | 2   | 0     | 1     | 1     | 1     | 3     | -1           | Liga Tucumana de Fútbol           |
| | Camioneros Argentinos del Norte                                              | Salta        | Salta                  | 2   | 0     | 1     | 1     | 3     | 6     | -1           | Liga Salteña de Fútbol            |
| | Cachorros                                                                    | Salta        | Salta                  | 4   | 2     | 2     | 0     | 9     | 4     | +2           | Liga Salteña de Fútbol            |
| | Central Norte                                                                | Salta        | Salta                  | 2   | 0     | 2     | 0     | 1     | 1     | 0            | Liga Salteña de Fútbol            |
| | Deportivo El Chañi (+)                                                       | Jujuy        | S.S. de Jujuy          | 2   | 0     | 1     | 1     | 1     | 2     | -1           | Liga Jujeña de Fútbol             |
| | Deportivo Estrella (Se desconocen datos de 2 partidos - TDI '09)             | Chaco        | Taco Pozo              | 2   | 0 + ? | 0 + ? | 0 + ? | 0 + ? | 0 + ? | (de -2 a +2) | Liga Anteña de Fútbol             |
| | Deportivo La Merced                                                          | Salta        | La Merced              | 10  | 3     | 7     | 0     | 8     | 3     | +3           | Liga de Fútbol del Valle de Lerma |
| | Deportivo Marapa                                                             | Tucumán      | Juan Bautista Alberdi  | 2   | 1     | 0     | 1     | 3     | 2     | 0            | Liga Tucumana de Fútbol           |
| | Deportivo Y.P.F.                                                             | Salta        | Joaquín V. González    | 2   | 0     | 2     | 0     | 0     | 0     | 0            | Liga Anteña de Fútbol             |
| | Gimnasia y Tiro                                                              | Salta        | Ciudad de Salta        | 4   | 1     | 1     | 2     | 7     | 9     | -1           | Liga Salteña de Fútbol            |
| | Güemes (Rosario de la Frontera) (Se desconocen datos de 2 partidos - TDI'09) | Salta        | Rosario de la Frontera | 8   | 0 +?  | 2 +?  | 4 +?  | 5 +?  | 12 +? | (de -6 a -2) | Liga de Fútbol de R.d.F.          |
| | Instituto Trafico (Se desconocen datos de 2 partidos - TDI '09)              | Salta        | S.J. de Metán          | 2   | 0 + ? | 0 + ? | 0 + ? | 0 + ? | 0 + ? | (de -2 a +2) | Liga Metanense de Fútbol          |
| | Juventud Antoniana                                                           | Salta        | Ciudad de Salta        | 5   | 1     | 0     | 4     | 5     | 15    | -4           | Liga Salteña de Fútbol            |
| | Juventud Unida (Rosario de Lerma)                                            | Salta        | Rosario de Lerma       | 6   | 3     | 2     | 1     | 7     | 5     | +2           | Liga de Fútbol del Valle de Lerma |
| | Juventud Unida (Trancas)                                                     | Tucumán      | Trancas                | 2   | 2     | 0     | 0     | 3     | 1     | +2           | Liga de Fútbol de R.d.F.          |
| | Libertad (Campo Santo)                                                       | Salta        | Campo Santo            | 2   | 2     | 0     | 0     | 4     | 1     | +2           | Liga Salteña de Fútbol            |
| | Massalin y Celasco                                                           | Salta        | Rosario de Lerma       | 2   | 1     | 0     | 1     | 2     | 3     | 0            | Liga de Fútbol del Valle de Lerma |
| | Mitre                                                                        | Salta        | Ciudad de Salta        | 4   | 3     | 0     | 1     | 10    | 4     | +2           | Liga Salteña de Fútbol            |
| | Monterrico San Vicente                                                       | Jujuy        | Monterrico             | 2   | 2     | 0     | 0     | 5     | 1     | +2           | Liga Departamental                |
| | Normal Rosarino                                                              | Salta        | Rosario de la Frontera | 2   | 2     | 0     | 0     | 6     | 2     | +2           | Liga de Fútbol de R.d.F.          |
| | Olimpia Oriental                                                             | Salta        | Rosario de Lerma       | 4   | 0     | 3     | 1     | 7     | 8     | -1           | Liga de Fútbol del Valle de Lerma |
| | Pellegrini                                                                   | Salta        | Salta                  | 2   | 0     | 2     | 0     | 5     | 5     | 0            | Liga Salteña de Fútbol            |
| | Peñarol                                                                      | Salta        | Salta                  | 6   | 2     | 3     | 1     | 10    | 8     | +1           | Liga Salteña de Fútbol            |
| | Redes de la Patria                                                           | Salta        | El Bordo               | 4   | 1     | 2     | 1     | 5     | 4     | 0            | Liga Güemense de Fútbol           |
| | Río Grande                                                                   | Jujuy        | La Mendieta            | 2   | 1     | 0     | 1     | 3     | 3     | 0            | Liga del Ramal                    |
| | San Antonio                                                                  | Salta        | Campo Santo            | 2   | 0     | 1     | 1     | 3     | 4     | -1           | Liga Güemense de Fútbol           |
| | San Bernardo                                                                 | Salta        | Coronel Moldes         | 2   | 1     | 1     | 0     | 3     | 1     | +1           | Liga de Fútbol del Valle de Lerma |
| | San Cayetano                                                                 | Salta        | S.J. de Metán          | 2   | 1     | 0     | 1     | 4     | 4     | 0            | Liga Metanense de Fútbol          |
| | San Isidro (Se desconocen datos de 2 partidos - TDI'08)                      | Salta        | Cafayate               | 2   | 0 + ? | 0 + ? | 0 + ? | 0 + ? | 0 + ? | (de -2 a +2) | Liga Calcahaquí de Fútbol         |
| | San Luis                                                                     | Salta        | Luis Burela            | 2   | 2     | 0     | 0     | 9     | 1     | +2           | Liga Anteña de Fútbol             |
| | San Martín                                                                   | Salta        | Salta                  | 2   | 0     | 1     | 1     | 0     | 1     | -1           | Liga Salteña de Fútbol            |
| | Sanidad (+)                                                                  | Salta        | Salta                  | 2   | 0     | 1     | 1     | 1     | 3     | -1           | Liga Salteña de Fútbol            |
| | Sportivo El Carril (Se desconocen datos de 2 partidos - TDI '08)             | Salta        | El Carril              | 6   | 2 +?  | 1 +?  | 1 +?  | 6 +?  | 4 +?  | (de -1 a +3) | Liga de Fútbol del Valle de Lerma |
| | Sportivo Rivadavia                                                           | Jujuy        | El Carmen              | 4   | 2     | 2     | 0     | 7     | 3     | +1           | Liga Departamental (El Carmen)    |
| | Talleres                                                                     | Salta        | S.J. de Metán          | 4   | 0     | 2     | 2     | 3     | 6     | -2           | Liga Metanense de Fútbol          |
| | Unión                                                                        | Salta        | Salta                  | 4   | 3     | 1     | 0     | 9     | 2     | +2           | Liga Salteña de Fútbol            |
| | Unión Güemes                                                                 | Salta        | General Güemes         | 2   | 1     | 1     | 0     | 4     | 1     | +1           | Liga Güemense de Fútbol           |
| | Villa Beba                                                                   | Salta        | Rosario de la Frontera | 2   | 1     | 1     | 0     | 7     | 2     | +1           | Liga de Fútbol de R.d.F.          |
| | Villa Primavera                                                              | Salta        | Salta                  | 4   | 3     | 1     | 0     | 10    | 4     | +2           | Liga Salteña de Fútbol            |
| | TOTAL                                                                        | 4 Provincias | 25 Ciudades            | 141 | 55    | 51    | 35    | 190   | 157   | +20          | 11 Ligas                          |

## Federal C 2018
Región Norte: Zona 6
| Pos. | Equipo              | Pts. | PJ | PG | PE | PP | GF | GC | Dif. |
| ---- | ------------------- | ---- | -- | -- | -- | -- | -- | -- | ---- |
| 01.º | Villa San Antonio   | 11   | 6  | 3  | 2  | 1  | 8  | 5  | 3    |
| 02.º | Villa Primavera     | 11   | 6  | 3  | 2  | 1  | 9  | 8  | 1    |
| 03.º | Deportivo La Merced | 6    | 6  | 1  | 3  | 2  | 6  | 8  | −2   |
| 04.º | Massalín & Celasco  | 4    | 6  | 1  | 1  | 4  | 8  | 10 | −2   |

Playoffs
|  | Segunda Fase           | Segunda Fase           | Segunda Fase      | Segunda Fase      |   |                    | Tercera fase       | Tercera fase | Tercera fase | Tercera fase |  |                  | Cuarta Fase      | Cuarta Fase | Cuarta Fase | Cuarta Fase |  |
|  |                        |                        |                   |                   |   |                    |                    |              |              |              |  |                  |                  |             |             |             |  |
|  |                        |                        |                   |                   |   |                    |                    |              |              |              |  |                  |                  |             |             |             |  |
|  | Boulevard Norte        | Boulevard Norte        | 1                 | 0                 |   |                    |                    |              |              |              |  |                  |                  |             |             |             |  |
|  | Boulevard Norte        | Boulevard Norte        | 1                 | 0                 |   |                    |                    |              |              |              |  |                  |                  |             |             |             |  |
|  | Deportivo Marapá       | Deportivo Marapá       | 0                 | 3                 |   |                    |                    |              |              |              |  |                  |                  |             |             |             |  |
|  | Deportivo Marapá       | Deportivo Marapá       | 0                 | 3                 |   | Deportivo Graneros | Deportivo Graneros | 1            | 1 (1)        |              |  |                  |                  |             |             |             |  |
|  |                        |                        |                   |                   |   | Deportivo Graneros | Deportivo Graneros | 1            | 1 (1)        |              |  |                  |                  |             |             |             |  |
|  |                        |                        | Deportivo Marapá  | Deportivo Marapá  | 1 | 1 (3)              |                    |              |              |              |  |                  |                  |             |             |             |  |
|  | Deportivo Y.P.F.       | Deportivo Y.P.F.       | Deportivo Marapá  | Deportivo Marapá  | 1 | 1 (3)              | 2                  | 0            |              |              |  |                  |                  |             |             |             |  |
|  | Deportivo Y.P.F.       | Deportivo Y.P.F.       |                   |                   |   |                    |                    |              |              |              |  |                  |                  |             |             |             |  |
|  | Deportivo Graneros     | Deportivo Graneros     | 2                 | 3                 |   |                    |                    |              |              |              |  |                  |                  |             |             |             |  |
|  | Deportivo Graneros     | Deportivo Graneros     | 2                 | 3                 |   |                    |                    |              |              |              |  | Deportivo Marapá | Deportivo Marapá | 1           | 1           |             |  |
|  |                        |                        |                   |                   |   |                    |                    |              |              |              |  | Deportivo Marapá | Deportivo Marapá | 1           | 1           |             |  |
|  |                        |                        | Villa San Antonio | Villa San Antonio | 0 | 3                  |                    |              |              |              |  |                  |                  |             |             |             |  |
|  | Villa Primavera        | Villa Primavera        | Villa San Antonio | Villa San Antonio | 0 | 3                  | 1                  | 0            |              |              |  |                  |                  |             |             |             |  |
|  | Villa Primavera        | Villa Primavera        |                   |                   |   |                    |                    |              |              |              |  |                  |                  |             |             |             |  |
|  | Sportivo El Carril     | Sportivo El Carril     | 0                 | 0                 |   |                    |                    |              |              |              |  |                  |                  |             |             |             |  |
|  | Sportivo El Carril     | Sportivo El Carril     | 0                 | 0                 |   | Villa San Antonio  | Villa San Antonio  | 3            | 4            |              |  |                  |                  |             |             |             |  |
|  |                        |                        |                   |                   |   | Villa San Antonio  | Villa San Antonio  | 3            | 4            |              |  |                  |                  |             |             |             |  |
|  |                        |                        | Villa Primavera   | Villa Primavera   | 2 | 1                  |                    |              |              |              |  |                  |                  |             |             |             |  |
|  | Monterrico San Vicente | Monterrico San Vicente | Villa Primavera   | Villa Primavera   | 2 | 1                  | 0                  | 1            |              |              |  |                  |                  |             |             |             |  |
|  | Monterrico San Vicente | Monterrico San Vicente |                   |                   |   |                    |                    |              |              |              |  |                  |                  |             |             |             |  |
|  | Villa San Antonio      | Villa San Antonio      | 2                 | 3                 |   |                    |                    |              |              |              |  |                  |                  |             |             |             |  |
|  | Villa San Antonio      | Villa San Antonio      | 2                 | 3                 |   |                    |                    |              |              |              |  |                  |                  |             |             |             |  |
|  |                        |                        |                   |                   |   |                    |                    |              |              |              |  |                  |                  |             |             |             |  |

| Campeón C.D. Villa San Antonio |

## Palmarés
| Torneos Nacionales                                | Torneos Nacionales          |
| Competición                                       | Títulos                     |
| ------------------------------------------------- | --------------------------- |
| Argentino C / Federal C (1)                       | 2018.                       |
| Torneos Locales                                   |                             |
| Competición                                       | Títulos                     |
| Copa Norte (2)                                    | 2019, 2022 (Record)         |
| Copa Salta (2)                                    | 2019, 2022.                 |
| Primera División de la Liga Salteña de Fútbol (4) | 2007, 2009, 2013, 2019.     |
| Segunda División de la Liga Salteña de Fútbol (?) | 1973. Se desconoce el resto |
| Torneo clasificatorio Regional Amateur (LSF) **   | 2021. (Única edición)       |

** : No otorga título de campeón.

## Rivalidad
Su clásico rival es el Club Atlético Mitre, con el que animan "El Clásico de las Villas de Salta", teniendo también episodios a nivel nacional.